# Blanchard Ryan
Susan Blanchard Ryan est une actrice américaine née le 12 janvier 1967 à Boston (Massachusetts, États-Unis).

## Biographie
Elle a pris le nom de scène Blanchard Ryan car Susan Ryan existait déjà. Diplômée en politique de l'université du New Hampshire, elle a commencé sa carrière dans le département des effets spéciaux de la chaîne MTV.
Ryan est née à Boston (Massachusetts) mais a grandi à Andover (Massachusetts). Sa mère, Brenda, est professeur de français. Son père, Ron Ryan a été président du club de hockey NHL des Flyers de Philadelphie, et entraîneur et manager de club des Whalers de Hartford. 
En 2000, elle apparaît dans un épisode de Sex and the City. 
À cette date, le plus grand rôle de Ryan, reste celui de Susan dans Open Water, un film tourné en 2003.

## Filmographie
- 1998 : On a Sidewalk in the Fall
- 1998 : Remembering Sex, série télévisée 1 épisode : Brill
- 1999 : Big Helium Dog : danseuse
- 2000 : Sex and the City, série télévisée 1 épisode : Vera Wang, la vendeuse
- 2001 : Super Troopers : Sally
- 2001 : My Sister's Wedding : Diana Dytwicz
- 2001 : Exceed : commerciale
- 2003 : Bun-Bun : seconde mère
- 2003 : Open Water : Susan
- 2006 : Beerfest : Krista Krundle
- 2008 : Jeu Fatal : Liz
- 2008 : Mariage dangereux (TV) : Frances Sweete
- 2008 : No Exit : Leigh
- 2008 : Capers : Samantha
- 2008 : Under New Management : Kelly
- 2009 : Pas si simple de Nancy Meyers : Annalise